# فورستفلد
فورستفلد (به فرانسوی: Forstfeld) یک کمون در فرانسه با جمعیت ۶۹۱ نفر است که در Canton of Bischwiller واقع شده‌است.